# میشل لنتز

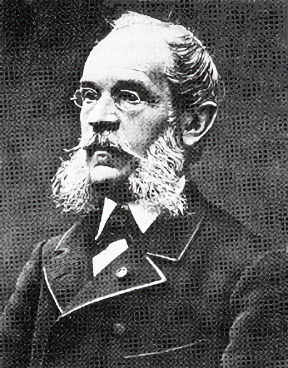
میشل لنتز

میشل لنتز (۱۸۲۰–۱۸۹۳) شاعر اهل لوگزامبورگ بود. او بیشتر به خاطر نوشتن اونس هایمخت (میهن ما - Ons Heemecht)، سرود ملی لوکزامبورگ شناخته شده است.